# Genipina
A genipina é o composto orgânico encontrado no jenipapo (Genipa americana) responsável pela utilização tradicional dos frutos verdes para a pintura corporal, hábito comum de várias tribos indígenas sul-americanas. Quimicamente, pertence à classe dos iridoides, um tipo de metabólitos secundários de natureza terpênica largamente disseminado no reino vegetal.
É também a aglicona do geniposídeo, glicosídeo encontrado na Gardenia jasminoides, cujo extrato é utilizado na medicina tradicional chinesa para tratamento do diabetes do tipo 2. Esta utilização tem sido atualmente alvo de pesquisas científicas
A genipina forma ligações cruzadas com materiais protéicos e colágenos, o que é base dos estudos para a sua utilização como agente imobilizante de enzimas e como regulador de dosagem medicamentosa.
Outras aplicações promissoras que vêm sendo estudadas são a utilização de seus derivados de forte cor azul-escura, produto da interação com materiais proteicos, como corante alimentar, a determinação analítica de aminoácidos, e a detecção forense de impressões digitais.

## Formação de Corantes

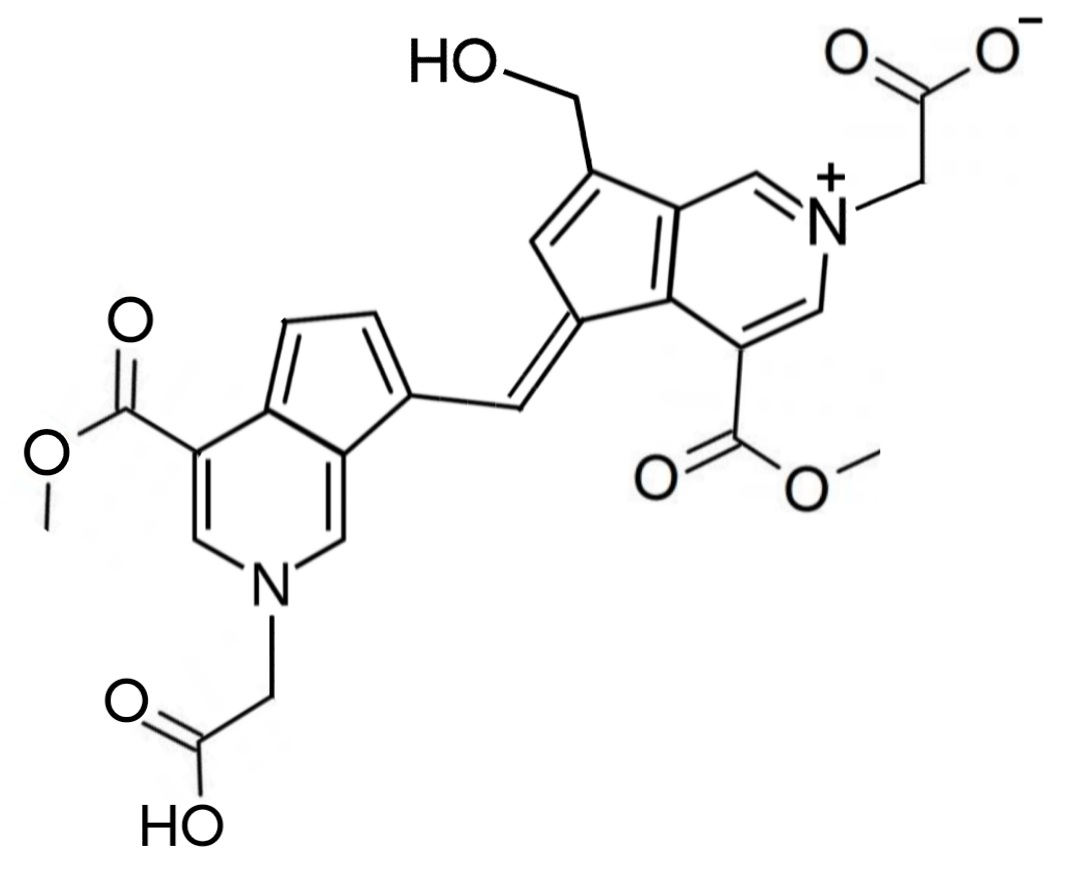
Estrutura molecular da genipocianina G1, um corante azul natural formado pela reação de condensação entre a genipina e o aminoácido glicina seguida de oxidação. Outros aminoácidos produzem compostos de estrutura semelhante.

A propriedade mais marcante da genipina é a sua capacidade de formar compostos de cor azul intensa ao reagir com produtos ricos em proteínas ou aminoácidos livres. Tais produtos são gerados a partir da condensação entre a genipina e compostos que contenham o grupo amina primária livre, como aminoácidos, peptídeos ou os grupamentos amina livres das cadeias laterais dos resíduos de lisina presentes em muitas proteínas, seguida de oxidação pelo ar. Esta é a base do uso do extrato dos frutos de jenipapo verdes pelos índios brasileiros para pinturas corporais: a genipina reage com os grupos amina livres das proteínas da pele, produzindo assim um pigmento azul-escuro a quase preto, dependendo de outros materiais corantes utilizados em conjunto (como o urucum).
A cor azul da genipina é estabilizada no leite devido ao pH natural do leite. 
Produtos formados pela reação da genipina com aminas aromáticas (como a anilina e derivados) tendem a apresentar uma cor verde em vez de azul.

### Reação química

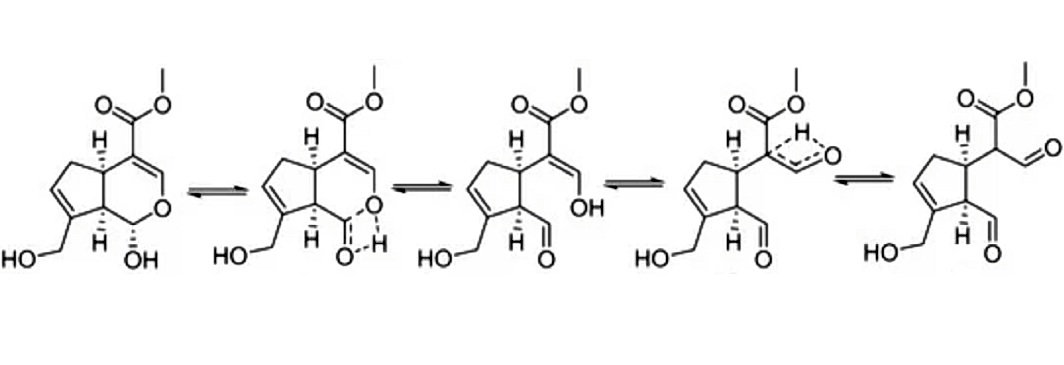
Reação de abertura de anel da genipina, expondo dois grupos aldeído reativos.

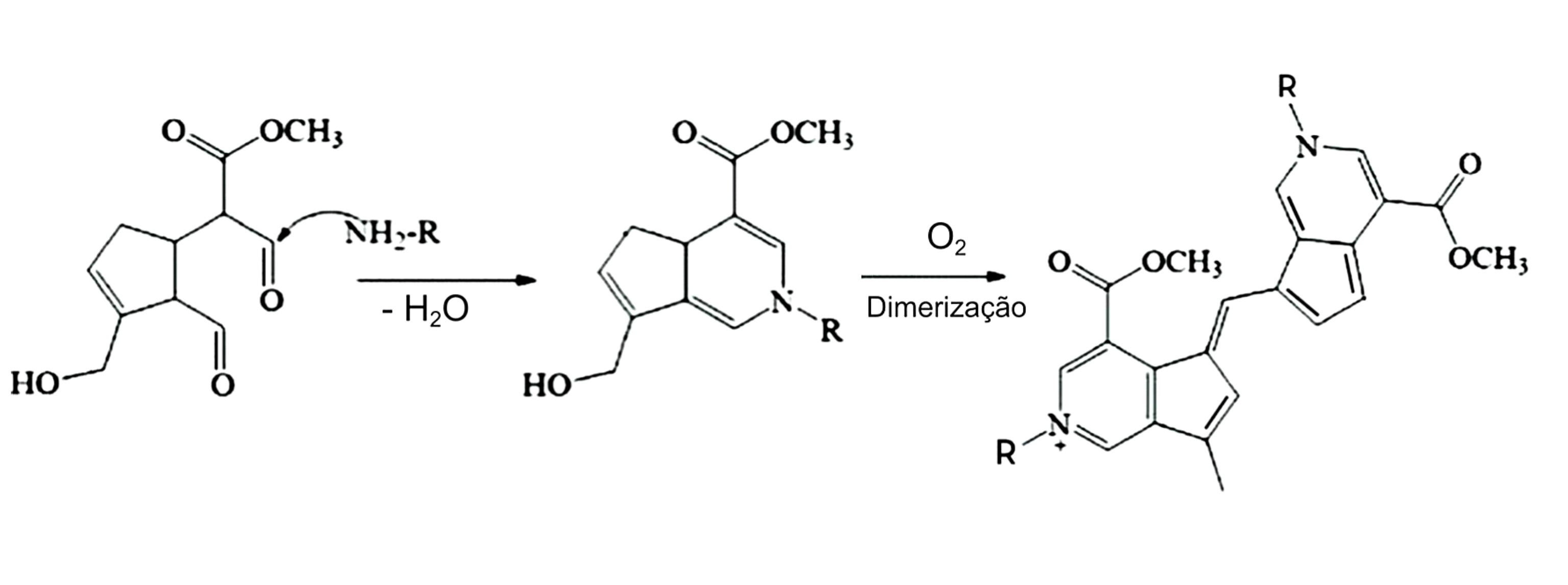
Reação química da genipina (forma dialdeído, aberta) com compostos do tipo amina primária para formar genipocianinas (corantes azuis).

A genipina existe principalmente na forma de um composto enol-hemiacetal cíclico, o qual pode sofrer uma reação de abertura do anel piranoide de seis membros expondo um grupamento aldeído livre e um enol, este último rapidamente tautomeriza para um segundo grupo aldeído. O resultado é a formação de um composto dialdeído reativo, o qual facilmente condensa com compostos do tipo amina primária, inicialmente formando uma base de Schiff com um dos grupos aldeído e em seguida formando um hemiaminal cíclico com o outro grupo. O composto resultante pode sofrer desidratação e condensação com uma outra molécula de derivado hemiaminal para formar um composto que, ao ser oxidado pelo oxigênio do ar, gera uma substância de cor azul.  Os compostos azuis resultantes da condensação de genipina com aminoácidos são chamados genipocianinas.

## Usos
A genipina é um excelente reticulador natural para reticulação de proteínas, colágeno, gelatina e quitosano. Ela tem baixa toxicidade aguda, com DL50 iv 382 mg/kg em camundongos, portanto, muito menos tóxica do que o glutaraldeído e muitos outros reagentes de reticulação sintéticos comumente usados. Além disso, a genipina pode ser usada como um agente regulador para administração de medicamentos, como matéria-prima para preparação de pigmento azul de gardênia e como intermediário para sínteses de alcalóides.
Nos últimos anos, com a crescente demanda por corantes naturais em substituição aos corantes sintéticos, essa substância vem sendo empregada como fonte de corantes azuis estáveis, os quais são bastante raros na Natureza. 